# Катрин Ванкова
Катрин Ванкова е испанска актриса от български произход. Родена е в София, България, но се мести да живее в Испания с родителите си докато е още дете. Установява се в Барселона, където завършва актьорско майсторство. Започва кариерата си на 18-годишна възраст, снима се в испански и английски сериали. 
През 2021 г. се снима в Холивудската продукция „Непоносимата тежест на огромния талант“ заедно с Никълъс Кейдж, Нийл Патрик Харис, Педро Паскал и други известни актьори. Нейно хоби е фотографията и мечтае да се снима на български език.